# Técnica de ampliação do colegiado
A técnica de ampliação do colegiado refere-se ao instituto de direito processual civil trazido como inovação pelo Código de Processo Civil de 2015. Substituindo os embargos infringentes cíveis, previstos no ordenamento processual anterior, a técnica consiste em requerer a manifestação de julgadores em número suficiente para, em tese, modificar uma decisão não unânime em segunda instância. Assim, pode-se pensar, como exemplo, no caso de um recurso de apelação em que dois dos desembargadores votam pela reforma da sentença de primeiro grau, sendo um contrário. Nesta hipótese, a técnica de ampliação do colegiado determina que mais dois desembargadores se manifestem, já que estes, em votando contrariamente à reforma, estariam aptos a reverter o placar original.
Este instituto é cabível mormente nas apelações cíveis, agravos de instrumento que se exsurjam contra decisões de mérito, ações rescisórias e agravos de instrumento, sempre este modifique substancialmente a decisão original. Não se aplicam, no entanto, às decisões não unânimes dadas em plenário ou em órgão especial do Tribunal.